# Tomasz Sokołowski (1970)
Tomasz Sokołowski (Gdynia, 21 settembre 1970) è un ex calciatore polacco, di ruolo centrocampista.

## Carriera
Ha giocato nella prima divisione polacca.

## Palmarès

### Club

#### Competizioni nazionali
- Campionato polacco: 1

Legia Varsavia: 2001-2002
- Coppa di Polonia: 1

Legia Varsavia: 1996-1997
- Coppa di Lega polacca: 1

Legia Varsavia: 2002
- Supercoppa di Polonia: 1

Legia Varsavia: 1997